# Подрумче
Подру́мче (болг. Подрумче) — село в Кирджалійській області Болгарії. Входить до складу общини Крумовград.

## Населення
За даними перепису населення 2011 року у селі проживали 388 осіб, з них 386 осіб (99,5%) — турки.
Розподіл населення за віком у 2011 році:
Динаміка населення: